# Varieras variabile
Varieras variabile är en skalbaggsart som beskrevs av Jean François Villiers 1984. Varieras variabile ingår i släktet Varieras och familjen långhorningar.
Artens utbredningsområde är Madagaskar. Inga underarter finns listade i Catalogue of Life.